# Nordhalben
Nordhalben is een plaats in de Duitse deelstaat Beieren, en maakt deel uit van het Landkreis Kronach.
Nordhalben telt 1.642 inwoners.
In 2004 vierde de plaats haar 850-jarige bestaan.
Kronach ·
Küps ·
Ludwigsstadt ·
Marktrodach ·
Mitwitz ·
Nordhalben ·
Pressig ·
Reichenbach ·
Schneckenlohe ·
Steinbach a.Wald ·
Steinwiesen ·
Stockheim ·
Tettau ·
Teuschnitz ·
Tschirn ·
Wallenfels ·
Weißenbrunn ·
Wilhelmsthal